# 前524年
| 千纪： | 前1千纪 |
| 世纪： | 前7世纪 \| 前6世纪 \| 前5世纪 |
| 年代： | 前550年代 \| 前540年代 \| 前530年代 \| 前520年代 \| 前510年代 \| 前500年代 \| 前490年代                                                                                              |
| 年份： | 前529年 \| 前528年 \| 前527年 \| 前526年 \| 前525年 \| 前524年 \| 前523年 \| 前522年 \| 前521年 \| 前520年 \| 前519年                                                                |
| 纪年： | 周景王二十一年 魯昭公十八年 齐景公二十四年 晋顷公二年 秦哀公十三年 宋元公八年 楚平王五年 卫灵公十一年 陈惠公十年 蔡平侯七年 曹平公四年 郑定公六年 燕共公五年 吳王僚三年 杞平公十二年 |

## 大事記
- 传说周景王铸大钱。
- 庫邁戰役—庫邁希臘人打敗了當地的原住部族聯盟。
- 岡比西斯二世入侵古實（即努比亞）受挫，同年在埃及發生反對阿契美尼德王朝統治的暴亂。